# 남과 북 (텔레비전 드라마)
남과 북(North and South)은 1985년, 1986년, 1994년에 방영된 미국 ABC 드라마이다.
- 대한민국에서 KBS2 TV 한국방송 1986년 11월 첫방영 되고 ~ 1987년 7월까지 마자막 방영이 되었다.
- 그리고 MBC 문화방송 1987년 11월 첫방영 이동 되고 ~ 1988년 7월까지 마자막 방영이 되었다.

## 한국판 성우진(KBS)
- 엄주환 - 어리 메인(패트릭 스웨이지)
- 장유진 - 매들린(레슬리 앤 다운)
- 김도현 - 조지(제임스 리드)
- 성병숙 - 콘스탄스(웬디 킬번)
- 이경자 - 버지니아(커스티 앨리)
- 설영범 - 윌리엄(존 엔더슨)
- 오세홍 - 빌리(존 스톡웰)
- 권희덕 - 브렛(지니 프랜시스)
- 김정희 - 애쉬튼(테리 가버)
- 이완호 - 저스틴(데이비드 캐러딘)
- 이정구 - 찰스(루이스 스미스)
- 김환진 - 벤트상사(필립 카스노프)